# Блакитний Імпульс
Блакитний Імпульс (яп. ブルーインパルス, Гепб. Burū Inparusu, від англ. Blue Impulse) (наразі 11 ескадрилья 4-го авіакрила, раніше 21 ескадрилья 4-го авіакрила) — демонстраційна пілотажна група Японських повітряних сил самооборони. Заснована в 1960 році. Спочатку використовувала шість літаків F-86 Sabre, у 1980 змінила їх на Mitsubishi T-2, а у 1995 перейшла на Kawasaki T-4. Базується на аеродромі Мацусіма.

## Історія
Перша неофіційна японська пілотажна група була сформована в 1958 році на авіабазі Хамамацу, літала на побудованих компанією Mitsubishi літаках North American F-86 Sabre без спеціальної кольорової схеми, і була після чотирьох демонстрацій розпущена.
У 1959 році Японію відвідала пілотажна група ВПС США Thunderbirds, що надихнуло командування японських повітряних сил на створення офіційної пілотажної групи. У 1960 році на авіабазі Хамамацу була сформована нова команда, яка літала на п'яти F-86F 2-ї ескадрильї. До складу нової команди увійшло три пілоти з команди 1958 року.
Перший виступ відбувся 4 березня 1960 року в Хамамацу. Спочатку вона отримала назву «Тенрю» на честь річки, що знаходиться поблизу від авіабази, але цю назву було важко вимовити на західних мовах, тому команда була перейменована в «Блакитний Імпульс» (англ. «Blue Impulse»). Літаки були обладнані димогенераторами, які використовували п'ять різних кольорів, свій для кожного літака: білий, червоний, синій, зелений і жовтий. Машини були пофарбовані в сріблястий, світло-блакитний, синій і рожевий кольори; на машині лідера синій колір було замінено золотим. У 1963 році «Блакитному Імпульсу» було надано статус офіційної пілотажної групи ВПС Японії. Група отримала схему фарбування — білого кольору із синьою смугою на фюзеляжі і маркуванням того ж кольору на хвості. Також до групи було додано соло-пілота.
У 1964 році «Блакитний Імпульс» виступив на відкритті літніх Олімпійських ігор 1964 року в Токіо, намалювавши в повітрі олімпійські кільця кольоровим димом. У 1970 році на відкритті Expo '70 в Осаці команда намалювала в повітрі напис «Expo '70».
У лютому 1982 року, після 545 виступів на F-86 Sabre, «Блакитний Імпульс» замінив їх на навчально-тренувальні літаки Mitsubishi T-2. Перше шоу з новим літаком відбулося 25 червня 1982 року на аеродромі Мацусіма, що став новою базою команди. З цього часу у команді виступає два соло-пілоти і група з чотирьох літаків у строю.
На Expo '90 в Осаці Blue Impulse виступили на відкритті та намалювали в повітрі логотип «Expo '90».
Останній, 175-й виступ команди на Mitsubishi T-2 відбувся в грудні 1995 року. Новим літаком Blue Impulse став навчально-тренувальний літак Kawasaki T-4 японського виробництва, і перший показ цих літаків відбувся 5 квітня 1996 року.
У 1997 році команда здійснила свій перший закордонний дебют на авіашоу на базі ВВС Нелліс у Неваді, США. У 1998 році «Блакитний Імпульс» виступив на відкритті зимових Олімпійських іграх у Нагано, Японія. Також команда виступила 4 червня 2002 на відкритті матчу Японія — Бельгія на стадіоні Сайтама під час Чемпіонату світу з футболу.
11 березня 2011 року аеродром Мацусіма, де базувався «Блакитний Імпульс», зазнав серйозних пошкоджень внаслідок землетрусу та цунамі Тохоку 2011 року. Сама команда уникла пошкоджень, оскільки напередодні літаки і екіпаж полетіли на авіабазу Асія у префектурі Фукуока, щоб виступити на церемонії відкриття швидкісної залізниці Кюсю-сінкансен. Екіпаж продовжував базуватися на Мацусімі і допомагав у відновленні, але для льотної підготовки на час ремонту їм доводилося використовувати інші бази. Остаточно на авіабазу Мацусіма Blue Impulse повернулися 30 березня 2013 року, коли її було повністю відремонтовано і захищено від нових цунамі.

## Інциденти
Джерело: ejection-history.org 
- 21 липня 1961 року F-86F-40 Sabre (серійний номер 02–7976) під час тренування упав в море біля мису Іраго, Тахара, Айті. Пілот, майор Катоу Мацуо, загинув.
- 24 листопада 1965 року F-86F-40 Sabre (02–7975) під час тренування на авіабазі Мацусіма впав біля західного кінця злітно-посадкової смуги внаслідок аеродинамічного звалювання під час підготовки до пілотажу. Пілот, перший лейтенант Дзюомару, загинув.
- 4 листопада 1972 року F-86F-40 Sabre (72–7773) розбився біля річки Ірума під час повернення на базу після демонстраційного польоту. Пілот, перший лейтенант Канеко, успішно катапультувався на висоті 210 м.
- 14 листопада 1982 року T-2B (Blue Impulse № 4, 19–5174) під час виступу на честь 30-річчя аеродрому Хамамацу внаслідок невдалого маневру врізався в житловий будинок поблизу аеродрому. Загинули пілот і 10 людей на землі, ще 13 отримали поранення, пошкоджено 28 цивільних будинків і близько 290 автомобілів. Ця аварія призвела до припинення виступів протягом решти року [2].
- 4 липня 1991 року над Тихим океаном зіткнулися під час тренувального польоту літаки T-2A (№ 2, 59-5112) і T-2B (№ 4, 19-5172), потрапивши у морський туман поблизу гори Кінка, префектура Міяґі. Пілоти — капітан Хамагуті Сейдзі та капітан Сікічі Ютака — загинули. Це спричинило призупинення виступів на рік.
- 4 липня 2000 року літаки № 5 і № 6 зіткнулися приблизно у 25 км на схід від авіабази Мацусіма. Загинули три члени команди.
- 14 жовтня 2006 Т-4 № 5 зазнав зіткнення з птахом під час підготовки до авіашоу на аеродромі Гіфу[en], але приземлився без наслідків.
- 29 січня 2014 два літаки Blue Impulse T-4 зіткнулися під час тренувального польоту у 72 км від авіабази Мацусіма. Обидва літаки вдало приземлилися, пілоти не постраждали. Літак Лідера (№ 1) отримав пошкодження носа, інший літак (№ 2) втратив половину лівого горизонтального стабілізатора [3].

## У масовій культурі
- Команда фігурує у відеогрі 1999 року Aero Dancing featuring Blue Impulse[en], (поза межами Японії відома під назвою AeroWings).
- Назва команди повітряних найманців «Red Impulse» із аніме-серіалу Science Ninja Team Gatchaman[en] є відсилкою до назви «Blue Impulse».
- Аналогічно від назви «Blue Impulse» походить назва пілотажної групи «Green Impulse» з аніме-серіалу Hyperdimension Neptunia[en].
- В аніме Urusei Yatsura, коли персонажів б'ють із достатньою силою, щоб вони злетіли у повітря, вони іноді вигукують «Burū inparusu!»

## Галерея

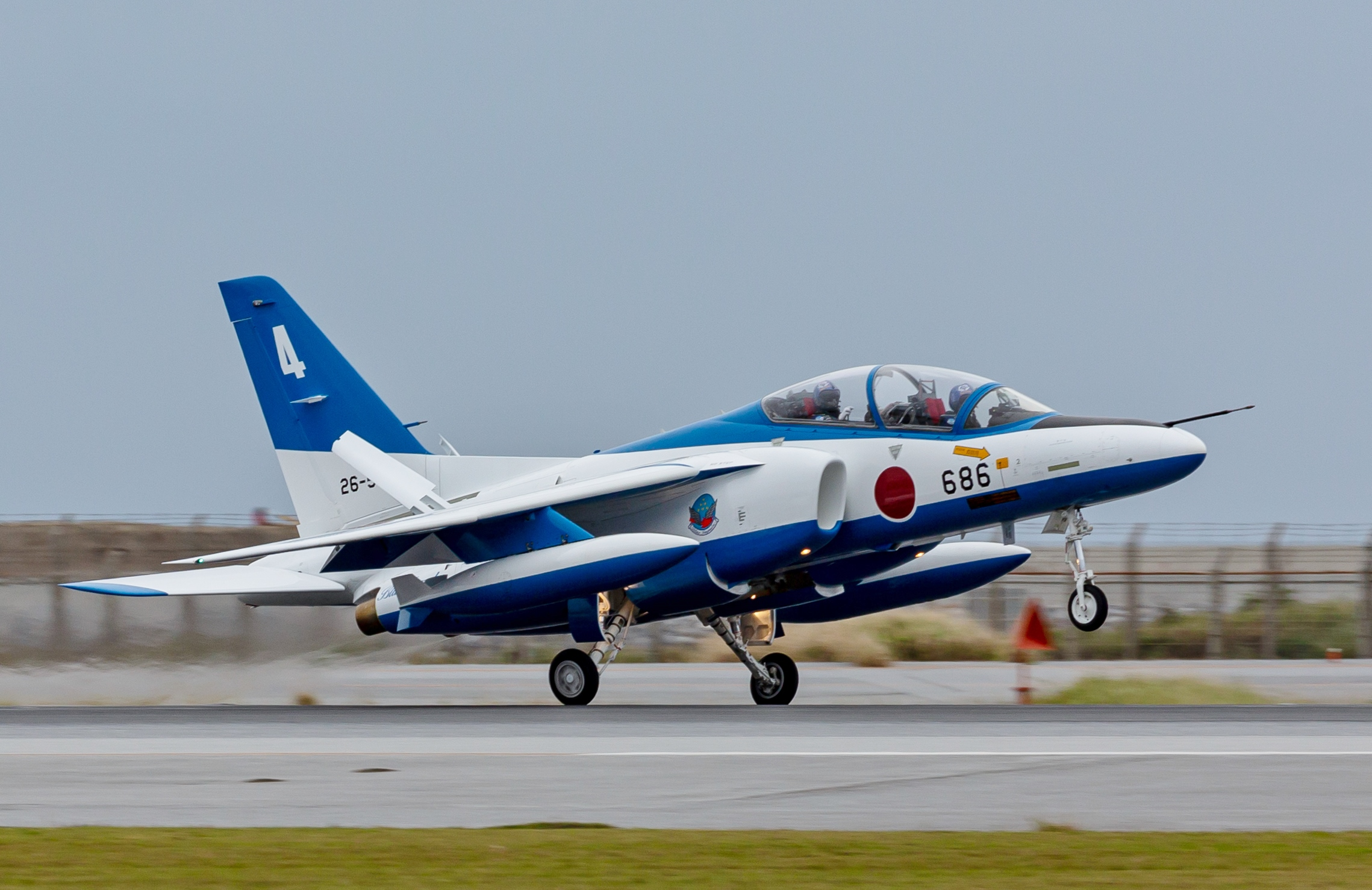
Один з літаків Kawasaki T-4 команди.
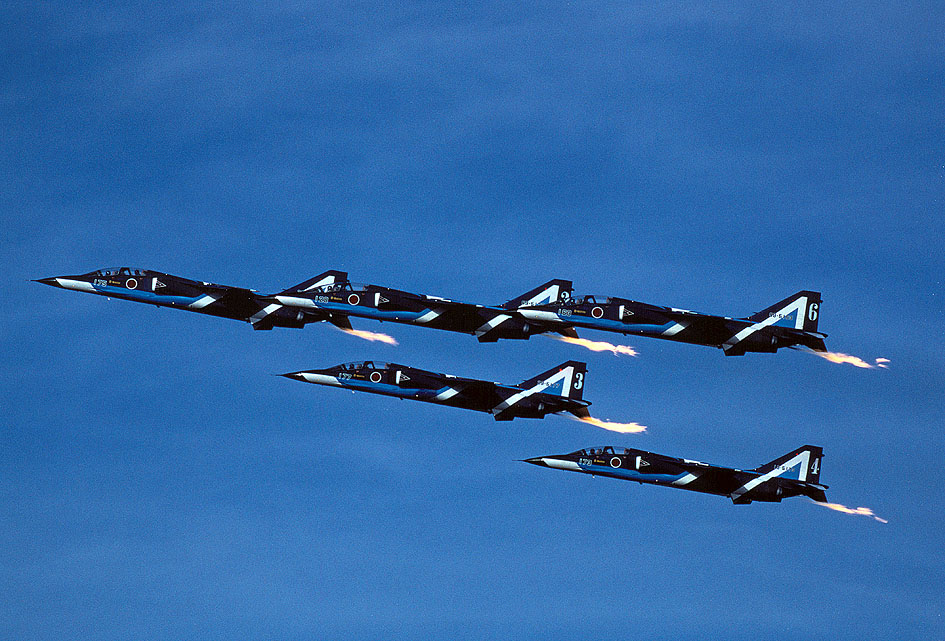
Літаки Mitsubishi T-2 команди в польоті.
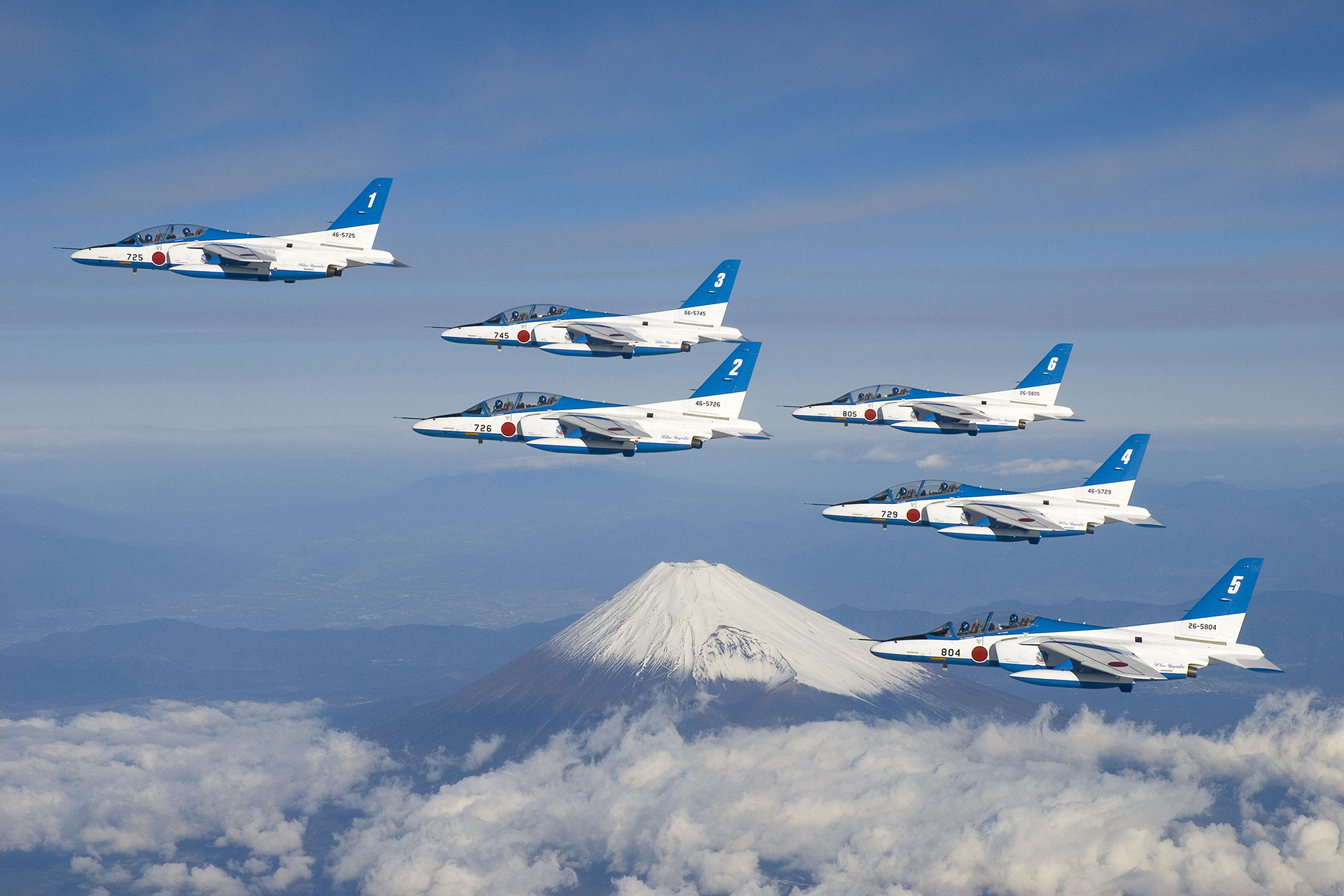
Літаки Kawasaki T-4 команди в польоті.
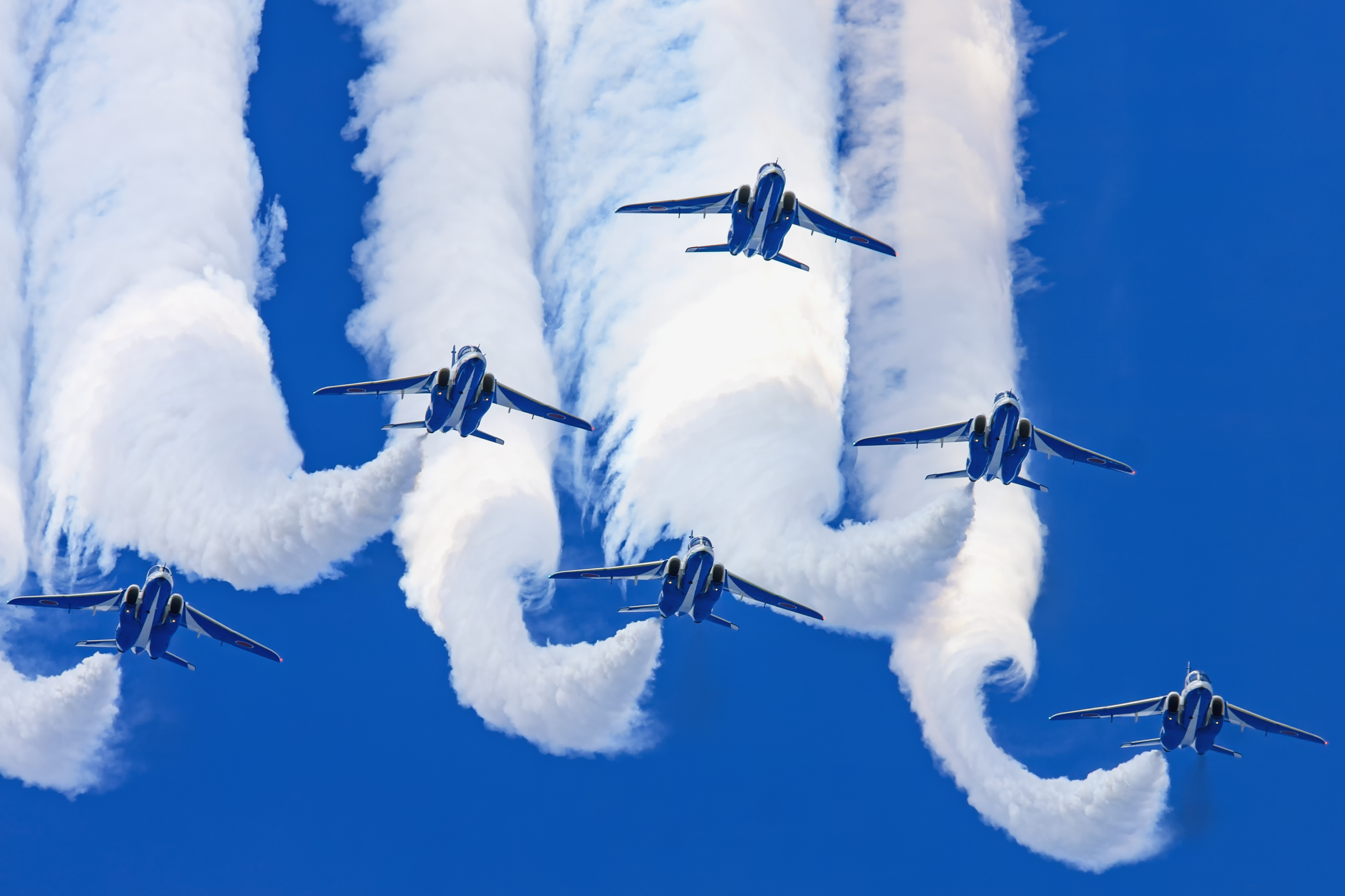
Під час виконання петлі у формації «Дельта».
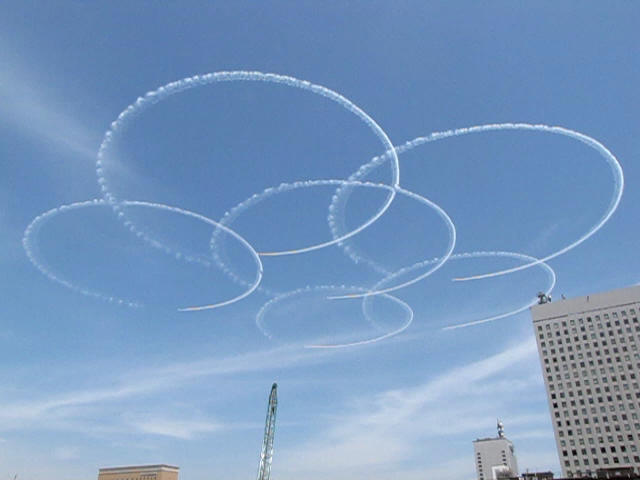
Один з характерних елементів шоу групи — фігура «Сакура».